# NGC 1203
NGC 1203 ist ein Galaxienpaar im Sternbild Eridanus am Südsternhimmel. Es ist schätzungsweise 415 Millionen Lichtjahre von der Milchstraße entfernt.
Das Objekt wurde am 1. Januar 1886 von dem amerikanischen Astronomen Francis Leavenworth entdeckt.